# Giuseppe Di Cristina
Giuseppe Di Cristina (né à Riesi le 22 avril 1923 et mort à Palerme le 30 mai 1978) était un puissant mafieux de Riesi, situé dans la province de Caltanissetta, en Sicile. Di Cristina, surnommé «Il tigre» (le tigre), est né dans une famille mafieuse traditionnelle, son père Francesco Di Cristina et son grand-père étaient également des hommes d'honneur. 
En 1975, il devient chef de la Cosa Nostra dans la province de Caltanissetta et membre de la Commission régionale de la mafia sicilienne. Trois ans plus tard, il est tué par une faction rivale de la mafia, les Corleonesi de Salvatore Riina et Bernardo Provenzano. Sa mort est le prélude à la deuxième guerre de la mafia, qui a commencé en 1981 après que les Corleonesi ont abattu Stefano Bontate.

## Biographie
Giuseppe Di Cristina est né à Riesi en 1923 dans une famille de tradition mafieuse. Son grand-père Francesco surnommé Don Ciccu, était un homme robuste et un gabelloto. qui a développé de bonnes relations avec les familles et les groupes politiques de Palerme. Il est mort le 13 septembre 1961. Son fils aîné Giuseppe Di Cristina l'a remplacé.

### Liens politiques
Di Cristina était connu comme l'« électeur » de Calogero Volpe, député du parti démocrate-chrétien (DC - Democrazia Cristiana). Le frère de Giuseppe, Antonio Di Cristina, devient maire de Riesi et sous-secrétaire du parti démocrate-chrétien de la province de Caltanissetta. Il est abattu en septembre 1987. Selon le pentito Antonino Calderone : « Ils étaient les patrons de la mafia Riesi depuis trois générations[…] soutenus par la Democratie chrétienne, ils votaient tous pour ce parti ».
Quand il épouse la fille du secrétaire local du Parti communiste, les témoins du mariage de Di Cristina étaient Giuseppe Calderone, le patron de la mafia de Catane et le secrétaire provincial démocrate-chrétien Graziano Verzotto, futur PDG de l'entreprise publique Ente Minerario Siciliano créée après la Seconde Guerre mondiale afin d'endiguer la crise de l'industrie de l'extraction du soufre.
Les autorités italiennes après le attentat de Ciaculli l'ont assigné à résidence à Turin en 1963. Quand il rentre au pays, il est nommé trésorier de la Società Chimica Mineraria Siciliana, filiale de l'EMS dirigé par le républicain Aristide Gunnella, bien qu'il soit connu de la police pour ses activités mafieuses et ait fait l'objet de mesures de police spéciales,.
Di Cristina change de camp dans ses préférences politiques. En effet, il juge n'avoir pas reçu le soutien escompté des démocrates-chrétiens alors qu'il était en difficulté et se rapproche d'Aristide Gunnella du Parti républicain italien (PRI). Lors des élections suivantes, Gunnella est élu à une majorité écrasante et le chef du Parti républicain Ugo La Malfa, bien qu'au courant du vote clientéliste, le nomme ministre du gouvernement,.
L'affaire est révélée par le journaliste Mauro De Mauro du quotidien L'Ora.

### Participation aux meurtres
Selon le pentito Tommaso Buscetta, Di Cristina a été impliquée dans le meurtre d'Enrico Mattei, le président controversé de la compagnie pétrolière nationale Ente Nazionale Idrocarburi (ENI), mort dans un mystérieux accident d'avion le 27 octobre 1962. Selon le repenti Francesco Di Carlo, les hommes de Di Cristina auraient saboté l'avion de Mattei.
En 1970, la Commission de la mafia sicilienne est reconstituée. L'un des premiers problèmes à résoudre est une demande de soutien formulée par Junio Valerio Borghese concernant un projet de coup d'État néofasciste en échange de la grâce de mafieux condamnés comme Vincenzo Rimi et Luciano Leggio. Giuseppe Calderone et Di Cristina sont allés voir Borghese à Rome mais Gaetano Badalamenti s'est opposé au plan. Finalement le Golpe Borghese échoue dans la nuit du 8 décembre 1970.
Damiano Caruso, un des hommes de confiance de Di Cristina, serait l'un des tueurs d'une escouade mafieuse vêtue d'uniformes de police qui a exécuté Michele Cavataio le 10 décembre 1969 et Viale Lazio à Palerme en représailles aux événements de la première guerre de mafia en 1963. Afin de brouiller les pistes, Cavataio aurait alimenté la guerre de la mafia en tuant des membres des deux factions belligérantes.

### Contre les Corleonesi
Di Cristina est l'un des premiers à voir le danger de la stratégie des Corleonesi de Salvatore Riina pour dominer Cosa Nostra. Di Cristina affronte les Corleonesi à propos du meurtre du lieutenant-colonel Giuseppe Russo des Carabinieri le 20 août 1977. Russo, qui selon les Corleonesi était un confident de Di Cristina, a été tué sans le consentement de la Commission, qui s'était opposée à une demande préalable de Totò Riina et Bernardo Provenzano.
Di Cristina est devenu l'une des principales cibles des Corleonesi, tout comme Giuseppe Calderone. Les Corleonesi attaquent les alliés des familles de Palerme dans les autres provinces pour isoler des hommes comme Stefano Bontate, Salvatore Inzerillo et Gaetano Badalamenti. Le 21 novembre 1977, Di Cristina survit à une fusillade, mais ses hommes les plus fidèles Giuseppe Di Fede et Carlo Napolitano sont assassinés par les Corleonesi. 
En janvier 1978, l'ancien chef de la Commission de la mafia sicilienne Salvatore Greco revient du Venezuela pour tenter d'empêcher Di Cristina, Gaetano Badalamenti et Salvatore Inzerillo de riposter contre le pouvoir croissant des Corleonesi. Di Cristina et Badalamenti voulaient tuer Francesco Madonia, le patron de la famille de Vallelunga et un allié des Corleonesi dans la province de Caltanissetta. Greco tente de les convaincre de ne pas aller de l'avant et propose à Di Cristina d'émigrer au Venezuela. Néanmoins, Badalamenti et Di Cristina décident de continuer et le 8 avril 1978 Francesco Madonia est assassiné.

### Repenti et mort
De plus en plus isolé Giuseppe Di Cristina décide le 16 avril 1978 d'informer les Carabinieri du danger représenté par les Corleonesi. Selon l'officier des Carabiniers qui l'a rencontré, « Di Cristina ressemblait à un animal battu ». Di Cristina donne une image complète de la division interne au sein de Cosa Nostra entre les Corleonesi dirigés par Luciano Leggio et la faction de Gaetano Badalamenti et Stefano Bontate. Selon Di Cristina, les Corleonesi avaient un « escadron de la mort » secret de quatorze hommes et infiltraient d'autres familles mafieuses. Il fait également part de l'importance croissante de Salvatore Riina et Bernardo Provenzano. 
« Leur stratégie criminelle, bien que folle, a ses récompenses [...] elle provoque une activité policière principalement contre les vieux mafiosi, faciles à identifier, ce travail de sape contre la « mafia traditionnelle » leur laisse le champ libre  et attire vers eux, de nouvelles recrues et de nouvelles forces, soit par peur, soit par l'attrait de ces entreprises audacieuses ».
Di Cristina est assassiné à un arrêt de bus le 30 mai 1978 par les Corleonesi. Sa mort est le prélude à la deuxième guerre de la mafia, qui commence en 1981 lorsque les Corleonesi tuent Stefano Bontate. Le meurtre a eu lieu sur le territoire de Salvatore Inzerillo. De cette façon, les soupçons sont tombés sur Inzerillo et Bontate.
Des milliers de personnes assistent aux funérailles de Giuseppe Di Cristina dans sa ville natale Riesi. Le mafieux Antonio « Nino » Marchese sera condamné à perpétuité pour ce meurtre. Plusieurs proches de Di Cristina sont également abattus par les Corleonesi au cours des mois suivants, les autres quittent la région ou rejoignent une autre organisation criminelle, la Stidda.